# Kompeticija (biologija)
Kompeticija je tip ekoloških odnosa u kojima se živa bića nadmeću. Svakoj biljci su potrebni voda, mineralne soli, svjetlost. Zato su one konkurencija jedna drugoj. Bolje će se razviti ona biljka koja zauzme veći prostor, razvije veći koren, proizvodi više semena, ili svoja semena dalje rasprostire. Neke biljke utiču na stanište i svojim prisustvom mu daju određene karakteristike. Drveće u šumi ne dozvoljava prodiranje veće količine svjetlosti do tla, zadržava vlagu, pa je vlažnost vazduha u šumi veća nego oko nje, smanjuje udare vetra i time doprinosi stvaranju posebne šumske mikroklime. Ovi uslovi ne odgovaraju mnogim zeljastim biljkama, pa se one u šumi neće razvijati.
U proučavanju ekologije zajednice, naticanje unutar i između članova vrste važna je biološka interakcija. Naticanje je jedan od mnogih međudelujućih biotičkih i abiotičkih činioca koji utiču na strukturu zajednice, raznolikost vrsta i dinamiku populacije (pomaci u populaciji tokom vremena).
Postoje tri glavna mehanizma naticanja: interferencija, eksploatacija i prividno naticanje (po redosledu od najdirektnije ka najmanje direktnoj). Interferencina i eksploataciona kompeticija mogu se klasifikovati kao „pravi“ oblici konkurencije, dok prividna konkurencija nije, pošto organizmi ne dele resurse, već umesto toga dele predatora. Takmičenje među pripadnicima iste vrste poznato je kao intraspecifično takmičenje, dok je takmičenje između jedinki različitih vrsta poznato kao interspecifično takmičenje.
Prema principu konkurentske isključenosti, vrste koje su manje pogodne da se takmiče za resurse moraju se prilagoditi ili izumrijeti, iako se konkurentsko isključenje retko nalazi u prirodnim ekosistemima. Prema evolucionoj teoriji, takmičenje unutar i između vrsta za resurse je važno u prirodnoj selekciji. U skorije vreme, međutim, istraživači su sugerisali da evolucioni biodiverzitet za kičmenjake nije vođen konkurencijom između organizama, već prilagođavanjem ovih životinja da kolonizuju prazan prostor za život; ovo se naziva hipoteza 'prostora za lutanje'.

## Interferentna kompeticija
Tokom interferentne kompeticije, koje se naziva i takmičenjem, organizmi direktno interaguju boreći se za oskudne resurse. Na primer, velike lisne uši brane mesta hranjenja na listovima pamuka tako što izbacuju manje lisne uši sa boljih mesta. Konkurencija između mužjaka jelena tokom sezone parenja je primer interferentne konkurencije koja se javlja unutar vrste.
Interferentna kompeticija se javlja direktno između jedinki putem agresije kada jedinke ometaju traženje hrane, preživljavanje, reprodukciju drugih, ili direktno sprečavajući njihovo fizičko uspostavljanje u delu staništa. Primer ovoga se može videti između mrava 'Novomessor cockerelli i crvenih mrava žetelaca, gde prvi ometaju sposobnost drugih da se hrane tako što začepljuju ulaze u svoje kolonije malim kamenjem. Mužjaci besedkovki, koji stvaraju složene strukture zvane čardaci da privuku potencijalne ženke za parenje, mogu direktno umanjiti sposobnost svojih suseda krađom ukrasa sa njihovih struktura.
Kod životinja, interferentno nadmetanje je strategija koju uglavnom usvajaju veći i jači organizmi unutar staništa. Kao takve, populacije sa visokom interferentnom kompeticijom imaju cikluse generacija vođene odraslim jedinkama. U početku, rast maloletnika usporavaju veći odrasli takmičari. Međutim, kada maloletnici dostignu odraslo doba, doživljavaju sekundarni ciklus rasta. Biljke, s druge strane, prvenstveno učestvuju u interferenciji sa svojim susedima kroz alelopatiju, ili proizvodnju biohemikalija.
Ometanje konkurencije može se posmatrati kao strategija koja ima jasnu cenu (povreda ili smrt) i korist (dobijanje resursa koji bi otišli drugim organizmima). Da bi se izborili sa jakom konkurencijom ometanja, drugi organizmi često bilo čine isto ili se upuštaju u eksploataciono takmičenje. Na primer, u zavisnosti od sezone, veći mužjaci jelena kopitara su konkurentno dominantni zbog interferentne konkurencije. Međutim, srne i mladunčad rešavaju ovo kroz vremensku podelu resursa — traženje hrane samo kada odrasli mužjaci nisu prisutni.

## Eksploataciona kompeticija
Eksploataciona kompeticija se javlja se indirektno kada organizmi koriste zajednički ograničavajući resurs ili zajedničku hranu. Umesto borbe ili ispoljavanja agresivnog ponašanja u cilju osvajanja resursa, eksploatatorsko takmičenje se dešava kada korišćenje resursa od strane jednog organizma iscrpi ukupnu količinu raspoloživu za drugi organizam. Ovi organizmi možda nikada ne stupaju u direktnu interakciju, već se takmiče reagujući na promene u nivoima resursa. Veoma očigledni primeri ovog fenomena uključuju dnevne vrste i noćne vrste koje ipak dele iste resurse, ili biljku koja se takmiči sa susednim biljkama za svetlost, hranljive materije i prostor za rast korena.
Ovaj oblik takmičenja obično nagrađuje one organizme koji prvi zatraže resurs. Kao takva, eksploataciona kompeticija često zavisi od veličine i manji organizmi su favorizovani, jer manji organizmi obično imaju veće stope prikupljanja hrane. Pošto manji organizmi imaju prednost kada je eksploataciona konkurencija važna u ekosistemu, ovaj mehanizam konkurencije može dovesti do generacijskog ciklusa vođenog maloletnicima: pojedinačni mladunci uspevaju i brzo rastu, ali kada sazrevaju, manji organizmi ih nadmašuju.
Kod biljaka, eksploataciona konkurencija se može javiti iznad i ispod zemlje. Iznad zemlje, biljke smanjuju sposobnost svojih suseda boreći se da biljke na sunčevoj svetlosti troše azot apsorbujuć́i ga u svoje korenje, čineći azot nedostupnim obližnjim biljkama. Biljke koje proizvode mnogo korenja obično smanjuju azot u zemljištu na veoma niske nivoe, na kraju ubijajući susedne biljke.
Takođe se pokazalo da se eksploataciona konkurencija javlja i unutar vrsta (intraspecifično) i između različitih vrsta (interspecifično). Štaviše, mnoge kompetitivne interakcije između organizama su neka kombinacija eksploatatorske i interferentne konkurencije, što znači da su dva mehanizma daleko od toga da se međusobno isključuju. Na primer, nedavna studija iz 2019. godine otkrila je da je autohtona vrsta tripsa Frankliniella intonsa bila potpuno konkurentno dominantna nad invazivnom vrstom tripsa Frankliniella occidentalis, jer ne samo da je pokazivala duže vreme hranjenja (eksploataciona konkurencija), već i duže vreme čuvanja svojih resursa (kompeticija interferencije). Biljke takođe mogu da ispolje oba oblika konkurencije, ne samo da se bore za prostor za rast korena, već i direktno inhibiraju razvoj drugih biljaka kroz alelopatiju.

## Literatura
- Janković, M., Đorđević, V: Primenjena ekologija, Naučna knjiga, Beograd, 1981.
- Đukanović, Mara: Ekološki izazov, Beograd, 1991.
- Schwinning, S.; Weiner, J. (1998). „Mechanisms determining the degree of size asymmetry in competition among plants”. Oecologia. 113 (4): 447—455. Bibcode:1998Oecol.113..447S. PMID 28308024. doi:10.1007/s004420050397.
- Weiner, Jacob (1990). „Asymmetric competition in plant populations”. Trends in Ecology & Evolution. 364 (11): 360—364. Bibcode:1990TEcoE...5..360W. PMID 21232393. doi:10.1016/0169-5347(90)90095-u.
- Bassar, R. D;  . (2016). „The effects of asymmetric competition on the life history of Trinidadian guppies”. Ecology Letters. 19 (3): 268—278. Bibcode:2016EcolL..19..268B. PMC 4991285 . PMID 26843397. doi:10.1111/ele.12563.
- Rajaniemi, Tara K. (2003). „Explaining productivity-diversity relationships in plants”. Oikos. 101 (3): 449—457. Bibcode:2003Oikos.101..449R. doi:10.1034/j.1600-0706.2003.12128.x.
- Lamb, Eric G.; Kembel, Steven W.; Cahill, James F. (2009). „Shoot, but not root, competition reduces community diversity in experimental mesocosms”. Journal of Ecology. 97 (1): 155—163. Bibcode:2009JEcol..97..155L. doi:10.1111/j.1365-2745.2008.01454.x.
- Demalach, Niv; Zaady, Eli; Weiner, Jacob; Kadmon, Ronen; Cahill, James (2016). „Size asymmetry of resource competition and the structure of plant communities”. Journal of Ecology. 104 (4): 899—910. Bibcode:2016JEcol.104..899D. doi:10.1111/1365-2745.12557.
- May, Felix; Grimm, Volker; Jeltsch, Florian (2009). „Reversed effects of grazing on plant diversity: The role of below-ground competition and size symmetry”. Oikos. 118 (12): 1830—1843. Bibcode:2009Oikos.118.1830M. doi:10.1111/j.1600-0706.2009.17724.x.
- Schwinning, Susanne; Fox, Gordon A. (1995). „Population Dynamic Consequences of Competitive Symmetry in Annual Plants”. Oikos. 72 (3): 422—432. Bibcode:1995Oikos..72..422S. JSTOR 3546128. doi:10.2307/3546128.
- Fisher, Maryanne; Cox, Anthony (2011-03-01). „Four strategies used during intrasexual competition for mates”. Personal Relationships (на језику: енглески). 18 (1): 20—38. ISSN 1475-6811. doi:10.1111/j.1475-6811.2010.01307.x.
- Schmitt, D. P.; Buss, D. M. (1996-06-01). „Strategic self-promotion and competitor derogation: sex and context effects on the perceived effectiveness of mate attraction tactics”. Journal of Personality and Social Psychology. 70 (6): 1185—1204. CiteSeerX 10.1.1.387.5516 . ISSN 0022-3514. PMID 8667162. doi:10.1037/0022-3514.70.6.1185.
- Hudders, L.; Backer, C. De; Fisher, M.; Vyncke, P. (2014-07-01). „The Rival Wears Prada: Luxury Consumption as a Female Competition Strategy”. Evolutionary Psychology. 12 (3): 570—587. ISSN 1474-7049. PMC 10480915 . PMID 25299993. doi:10.1177/147470491401200306 .
- Durante, Kristina M.; Griskevicius, Vladas; Hill, Sarah E.; Perilloux, Carin; Li, Norman P. (2011-04-01). „Ovulation, Female Competition, and Product Choice: Hormonal Influences on Consumer Behavior”. Journal of Consumer Research (на језику: енглески). 37 (6): 921—934. CiteSeerX 10.1.1.173.898 . ISSN 0093-5301. doi:10.1086/656575.
- Haselton, Martie G.; Mortezaie, Mina; Pillsworth, Elizabeth G.; Bleske-Rechek, April; Frederick, David A. (2007-01-01). „Ovulatory shifts in human female ornamentation: Near ovulation, women dress to impress”. Hormones and Behavior. 51 (1): 40—45. PMID 17045994. S2CID 9268718. doi:10.1016/j.yhbeh.2006.07.007.

## Spoljašnje veze
- Competition
- The Biological Basis for the ‘Thrill of Victory’